# Consorci Sanitari de Terrassa

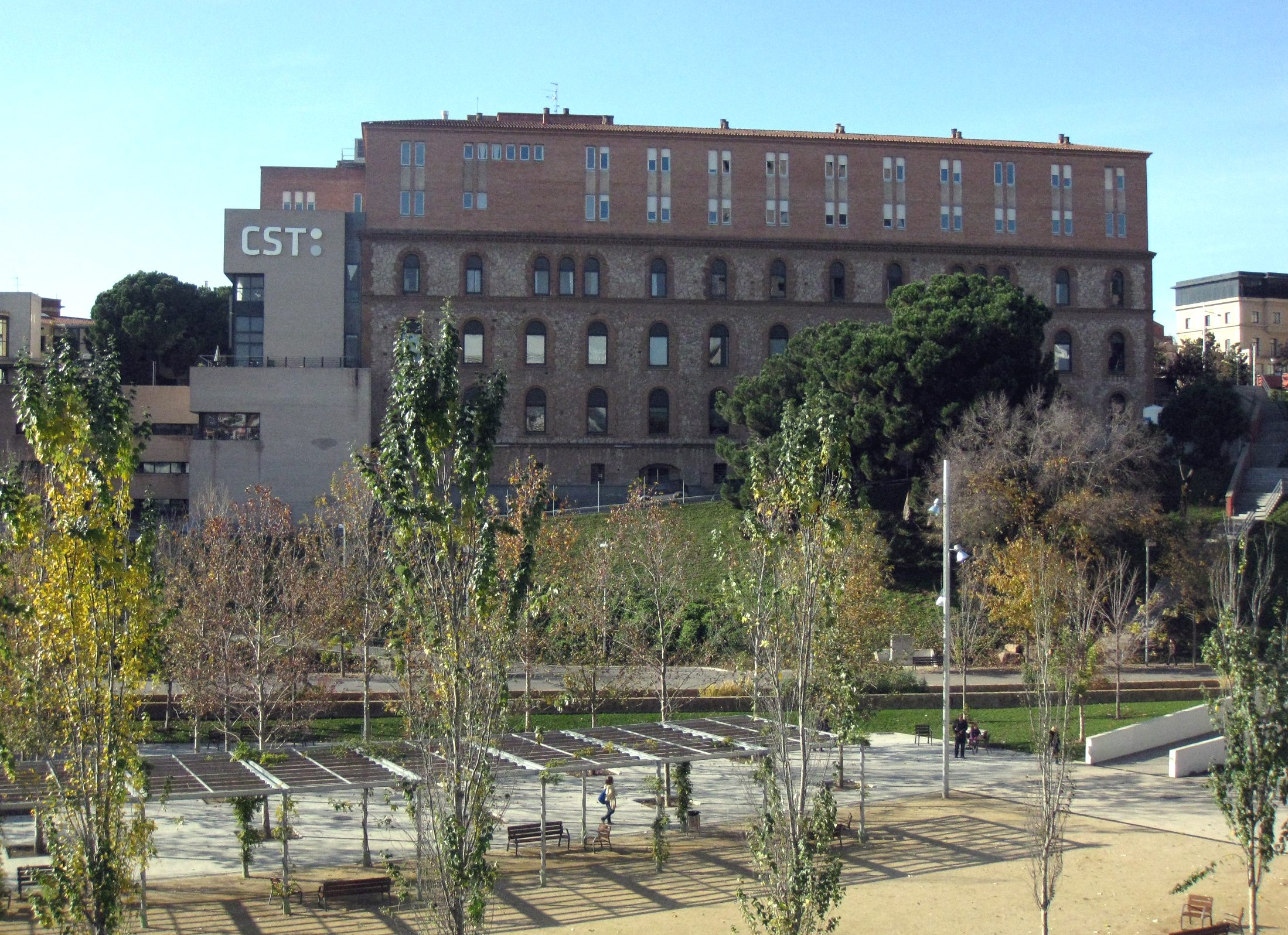
L'Hospital de Sant Llàtzer, una de les seccions del Consorci Sanitari de Terrassa, vora el parc de Vallparadís

El Consorci Sanitari de Terrassa (CST) és una organització sanitària integrada amb vocació de servei públic, consorciada per la Generalitat de Catalunya, l'Ajuntament de Terrassa i la Fundació Sant Llàtzer. Creada l'any 1988, està actualment integrada per set centres d'atenció primària, un hospital d'atenció a pacients aguts –l'Hospital de Terrassa–, un centre sociosanitari –l'Hospital de Sant Llàtzer–, l'hospital de dia Sant Jordi per a pacients d'Alzheimer, la unitat assistencial preventiva de l'esport ubicada al Centre d'Alt Rendiment de Sant Cugat, la unitat d'hospitalització penitenciària i la llar tutelada de Rubí per a discapacitats psíquics.
Els centres del CST compten amb més de 2.000 professionals que ofereixen una atenció sanitària i social altament qualificada a una població de referència de més de 160.000 habitants.
El campus universitari de ciències de la salut del CST s'instal·larà als terrenys de Torrebonica.